# Русские витязи (хоккейный клуб)
Хоккейный клуб «Русские витязи» — молодёжная команда по хоккею с шайбой из города Балашиха Московской области, составленная из воспитанников хоккейного клуба «Витязь» и выступавшая в Чемпионате МХЛ до 2025 года. Расформирована в 2025 году.

## История
Образована в 2009 году на основе «Витязя-2» — фарм-клуба «Витязя». Из-за того, что названия клубов МХЛ и КХЛ не должны были совпадать, был объявлен конкурс на лучшее название молодёжной команды, по итогам которого было выбрано название «Русские витязи»; также предлагались, в частности, такие названия, как «Русичи», «Кметы», «Подмосковная братва».

### Лучшие бомбардиры команды
- 2009/10 — Максим Картошкин — 62 (25+37)
- 2010/11 — Максим Картошкин — 49 (22+27)
- 2011/12 — Артём Валерко — 31 (13+18)
- 2012/13 — Никита Шацкий — 33 (20+13)
- 2013/14 — Никита Шацкий — 39 (21+18)
- 2014/15 — Илья Кляузов — 54 (27+27)
- 2015/16 — Артём Осипов — 35 (15+20)
- 2016/17 — Павел Горохов — 34 (18+16)
- 2017/18 — Марк Верба — 33 (17+16)
- 2018/19 — Никита Гончаров — 36 (26+10)
- 2019/20 — Никита Гончаров — 34 (17+17)
- 2020/21 — Семён Демидов — 50 (21+29)
- 2021/22 — Николай Смирнов — 64 (18+46)
- 2022/23 — Иван Детков — 36 (17+19)

Свой первый матч в МХЛ «Русские витязи» проводили в Череповце против местного «Алмаза». В интереснейшем матче хоккеисты из Чехова потерпели поражение со счётом 5:7. В составе гостей дублем отметился Максим Картошкин. Также по шайбе в свой актив у «москвичей» записали: Пётр Копытцов, Станислав Левин и Иван Ларин. На игре присутствовало 1200 зрителей.

### Выступления в МХЛ
| Сезон   | Регулярный чемпионат          | Плей-офф               |
| ------- | ----------------------------- | ---------------------- |
| 2009-10 | 8-е место в дивизионе «Запад» | Поражение в 1/8 финала |
| 2010/11 | 6-е место в дивизионе «Центр» | Участие не принимали   |

## Участники Кубка Вызова МХЛ
- 2010 — Александр Макаров З, Станислав Левин Н
- 2011 — Роман Таталин З
- 2012 — Николай Богомолов З
- 2013 — Роман Таталин З
- 2014 — Артём Перминов З
- 2015 — Павел Макаренко Н
- 2016 — Максим Джиошвили Н
- 2017 — Георгий Дедов З
- 2018 — Павел Горохов Н
- 2019 — Марк Верба Н
- 2020 — Никита Гончаров Н
- 2022 — Александр Мирзабалаев Н

## Клубные рекорды

### Индивидуальная статистика
| Индивидуальные рекорды игроков за один сезон Регулярный чемпионат |                                    |       |         |
| Статистика                                                        | Игрок                              | Всего | Сезон   |
| Голы                                                              | Левин Станислав                    | 30    | 2009-10 |
| Передачи                                                          | Картошкин Максим                   | 37    | 2009-10 |
| Очки                                                              | Картошкин Максим                   | 62    | 2009-10 |
| Очки, защитник                                                    | Макаров Александр                  | 28    | 2009-10 |
| Лучший + / -                                                      | Панарин Артемий Васильев Александр | +19   | 2009-10 |
| Штр. минуты                                                       | Селюков Никита                     | 248   | 2009-10 |
| Лучший КН (вратарь) Сыгравший не менее 20 игр                     | Берестнев Алексей                  | 3.34  | 2009-10 |
| Победы (вратарь)                                                  | Берестнев Алексей                  | 17    | 2009-10 |

Примечание: КН — Коэффициент надежности = 60мин*ПШ/ВП, Штр — Штраф.

### Командная статистика
| Рекорды команды за один сезон Регулярный чемпионат |       |         |
| Статистика                                         | Всего | Сезон   |
| Больше всего очков                                 | 101   | 2009-10 |
| Больше всего побед В основное время                | 29    | 2009-10 |
| Больше всего ГЗ                                    | 237   | 2009-10 |
| Меньше всего ГЗ                                    | 175   | 2010-11 |
| Больше всего ГП                                    | 242   | 2009-10 |
| Меньше всего ГП                                    | 224   | 2010-11 |

Примечание: ГЗ — голов забито, ГП — голов пропущено.

## Ежегодные результаты

### Регулярный чемпионат
Примечание: И — количество игр, В — выигрыши в основное время, ВО — выигрыши в овертайме, ВБ — выигрыши по буллитам, ПО — проигрыши в овертайме, ПБ — проигрыши по буллитам, П — проигрыши в основное время, ГЗ — голов забито, ГП — голов пропущено, О — очки.
| Сезон   | И  | В  | ВО | ВБ | ПБ | ПО | П  | О   | ГЗ  | ГП  |
| ------- | -- | -- | -- | -- | -- | -- | -- | --- | --- | --- |
| 2009-10 | 66 | 29 | 0  | 3  | 5  | 3  | 26 | 101 | 237 | 242 |
| 2010-11 | 54 | 19 | 2  | 2  | 2  | 3  | 26 | 70  | 175 | 224 |
| 2011-12 | 60 | 19 | 2  | 4  | 6  | 1  | 28 | 76  | 161 | 206 |
| 2012-13 | 64 | 23 | 3  | 6  | 5  | 0  | 27 | 92  | 176 | 171 |
| 2013-14 | 56 | 28 | 1  | 3  | 2  | 2  | 20 | 96  | 147 | 139 |
| 2014-15 | 55 | 18 | 1  | 5  | 4  | 2  | 25 | 72  | 166 | 197 |
| 2015-16 | 40 | 12 | 0  | 3  | 2  | 3  | 20 | 47  | 104 | 132 |
| 2016-17 | 56 | 31 | 1  | 2  | 1  | 2  | 19 | 102 | 148 | 132 |

### Плей-офф
- Сезон 2009—2010

1/8 финала: Русские витязи — Стальные лисы — 0:3 (1:3, 0:6, 4:10)
- Сезон 2010—2011

Участие не принимали
- Сезон 2011—2012

Участие не принимали
- Сезон 2012—2013

Участие не принимали
- Сезон 2013—2014

1/16 финала: Русские витязи — СКА-1946 — 0:3 (3:4, 0:3, 1:3)
- Сезон 2014—2015

1/16 финала: Русские витязи — МХК Спартак — 0:3 (2:3, 2:3, 1:5)
- Сезон 2015—2016

Участие не принимали
- Сезон 2016—2017

1/8 финала: Русские витязи — МХК Спартак — 3:1 (5:1, 4:2, 0:1, 3:2от)
1/4 финала: Русские витязи — Красная аримя — 0-3 (3:4, 1:2б, 0:3)
- Сезон 2017—2018

1/8 финала: Русские витязи — Локо — 1:3 (0:2, 1:2, 3:2ОТ, 2:3ОТ)
- Сезон 2018—2019

1/8 финала: Русские витязи — Локо — 0:3 (0:4, 0:4, 0:1)